# Luisel Ramos
Luisel Ramos (12. dubna 1984 Montevideo – 2. srpna 2006 Montevideo) byla uruguayská modelka, která zemřela během přehlídky na následky anorexie.
Dne 2. srpna 2006 ve 21:15 zemřela na módní přehlídce během módního týdne v Montevideu. Po chůzi na molu pocítila nevolnost a na cestě do šatny omdlela. Zemřela ve věku 22 let na selhání srdce způsobené mentální anorexií.
Její otec řekl policii, že žila „několik dnů“ bez jakéhokoliv jídla. Ona sama prohlásila, že celé tři měsíce (před svou smrtí) držela velmi tvrdou dietu složenou výhradně z hlávkového salátu a dietní Coca-Coly. V době své smrti měla index tělesné hmotnosti (BMI) asi jen 14,5. Světová zdravotnická organizace přitom považuje za hranici podvýživy (hladovění) hodnotu BMI 16.
Smrt Luisel Ramos vyvolala v módních kruzích debatu o anorexii. Vložil se do ní i Giorgio Armani, který sdělil, že nemá rád ultra štíhlé modelky.